# Castlevania Chronicles
Castlevania Chronicles é um jogo de plataforma da série Castlevania desenvolvido pela Konami para o PlayStation e lançado no Japão em 24 de maio, na América do Norte em 8 de outubro, e na Europa em 9 de novembro de 2001.[carece de fontes?]
Ele é uma conversão do título para Sharp X68000 lançado em 23 de julho de 1993[carece de fontes?] como Castlevania, que, por sua vez, é um remake do Castlevania (1986) original para o Famicom Disk System. A versão do X68000 nunca foi lançada fora do Japão, já que a plataforma só foi distribuída lá, e é chamada não-oficialmente de Akumajō Dracula X68000 ou Castlevania X68000, para diferenciá-la de outros jogos da série que possuem o mesmo título.
Em 18 de dezembro de 2008, Castlevania Chronicles foi disponibilizado digitalmente na PlayStation Network, como parte da lista PSOne Classics.

## Desenvolvimento

### Castlevania X68000
O remake mantém o enredo de Castlevania (1986) praticamente inalterado, com Simon Belmont tendo que derrotar o Conde Dracula para salvar a Transilvânia. Algumas fases são praticamente idênticas, algumas foram modificadas, e duas novas foram adicionadas. Alguns elementos de outros jogos da franquia também foram adaptados, como alguns dos inimigos.

### Castlevania Chronicles
Castlevania Chronicles contém dois modos de jogo: o "Original", que é exatamente a versão do X68000, e o "Arrange", que trás novos elementos e melhorias. Dentre as novidades, Chronicles possui cinemáticas apresentando personagens desenhados por Ayami Kojima, novas artes para o protagonista, trilha sonora melhorada, e níveis de dificuldade balanceados.

### Trilha Sonora
Chronicles apresentou arranjos de músicas conhecidas da série em seu modo Arrange, como Vampire Killer e Bloody Tears, performados por Sōta Fujimori. Alguns problemas na versão japonesa, como o áudio apresentando algumas lentidões, foram corrigido nas versões norte-americana e europeia.

## Recepção
Castlevania Chronicles foi recebido com avaliações geralmente positivas. A IGN o avaliou com nota 7.8, afirmando que ele "é muito divertido". O Gamespot o avaliou com 6.1, dizendo que faltava rejogabilidade e que os gráficos não estavam atuais. Tim Turi, da Game Informer, achou que ele não era a pior das opções para quem estivesse em busca de um Castlevania clássico.
Scott Steinberg avaliou Chronicles com 3/5 estrelas, como parte de uma crítica para a Next Generation, e afirmou que ele era "um ótimo título para colecionadores de Castlevania, e um experimento de jogabilidade clássica muito bom para qualquer um".